# Melih Can Yağcı
Melih Can Yağcı (* 20. September 1996 in Sakarya) ist ein türkischer Fußballspieler.

## Spielerkarriere

### Vereine
Yağcı begann mit dem Vereinsfußball in der Nachwuchsabteilung des staatlich geförderten Sportvereins Akyazı Gücü und durchlief später die Nachwuchsabteilung von Bucaspor.
Zur Rückrunde der Saison 2012/13 wechselte Yağcı zum Viertligisten Altınordu Izmir. Hier wurde er mit seinem Verein zum Saisonende Meister der TFF 3. Lig und stieg in die TFF 2. Lig auf. In die 2. Lig aufgestiegen, kam Yağcı zu vier Ligaeinsätzen. Sein Team beendete auch diese Liga als Meister und stieg nach 24-jähriger Abstinenz wieder in die TFF 1. Lig auf.
Für die Spielzeit 2014/15 wurde er an den Viertligisten Bursa Nilüferspor ausgeliehen.

### Nationalmannschaft
Yağcı durchlief die türkische U-15-, U-16- und U-17-Nationalmannschaft.

## Erfolge
Mit Altınordu Izmir
- Meister der TFF 3. Lig und Aufstieg in die TFF 2. Lig: 2012/13
- Meister der TFF 2. Lig und Aufstieg in die TFF 1. Lig: 2013/14